# Работническо движение
Работническо движение е политическо движение на работници.
Неговата цел е чрез колективна организация на работещите и кампании да осигуряват по-добри условия на труд и третиране от страна на работодателите и правителствата, в частност чрез прилагане на трудово законодателство.
Профсъюзите са колективни организации, които имат за цел да представляват интересите на работещите и работещата класа. Много личности и политически групи от управляващата класа могат също да съдействат и участват в работническото движение.
В някои страни, особено Великобритания и Австралия, работническото движение е разбирано като обхващащо формално „политическо крило“, често познато като лейбъристки партии (на английски: labour [лейбър] – труд) или партии на работещите, което допълва „индустриалното крило“.
|  | Тази страница частично или изцяло представлява превод на страницата Labour movement в Уикипедия на английски. Оригиналният текст, както и този превод, са защитени от Лиценза „Криейтив Комънс – Признание – Споделяне на споделеното“, а за съдържание, създадено преди юни 2009 година – от Лиценза за свободна документация на ГНУ. Прегледайте историята на редакциите на оригиналната страница, както и на преводната страница, за да видите списъка на съавторите. ВАЖНО: Този шаблон се отнася единствено до авторските права върху съдържанието на статията. Добавянето му не отменя изискването да се посочват конкретни източници на твърденията, които да бъдат благонадеждни. |